# Rejsek nejmenší
Rejsek nejmenší (Sorex minutissimus), nebo též rejsek severoevropský, je druh hmyzožravce z čeledi rejskovití. Je to jeden ze dvou nejmenších savců na světě podle hmotnosti (druhým je bělozubka nejmenší).

## Popis
Rejsek nejmenší váží obvykle 1,5 až 4 g (průměrně 2,5 g), čímž se řadí ke dvěma nejlehčím savcům na světě spolu s bělozubkou nejmenší (ta bývá v průměru nepatrně lehčí). Tělo měří 3,3 až 4,8 cm, ocas 2,4 až 2,7 cm. Má čokoládově hnědé zbarvení, spodní část těla bývá světlejší a obě barvy jsou znatelně oddělené.

## Rozšíření
Žije v oblasti tajgy v severní Evropě a téměř v celé Sibiři přibližně mezi 50. a 70. rovnoběžkou. Ve východní Asii obývá i ostrovy Sachalin a Hokkaidó. Obývá především lesy různého složení, pole a okraje bažin. Populační hustota je asi nízká, což ovšem může být dáno i slabou prozkoumaností druhu.

## Biologie
Rejska nejmenšího je obtížné pozorovat a studovat, kvůli jeho malé velikosti. Živí se, jako ostatní malí rejsci, především hmyzem a dalšími bezobratlými, ale také mršinami, případně jakýmkoliv zdrojem proteinů, jež je schopen najít a pozřít. Kvůli svému malému vzrůstu a rychlému metabolismu se musí krmit velmi často, jinak by zahynul hlady. Údaje ze zajetí hovoří o tom, že každý den zkonzumuje potravu o dvou- až pětinásobku své hmotnosti. Umí dobře plavat a celkově preferuje vlhká stanoviště. Výborně také šplhá po stromech či kolmých stěnách. Špatně vidí, ale sluch má dobrý.
Samička vrhá jednou za rok nejčastěji 3 až 6 mláďat, což je na rejsky poměrně málo. Naděje na dožití ve volné přírodě není známá, v zajetí je to i přes 2,5 roku.